# Giuseppe Sparacino
Giuseppe Sparacino (Sambuca di Sicilia, 26 febbraio 1943) è un politico italiano.

## Biografia
Finita la scuola e dopo un’esperienza di lavoro da muratore, senza orario e mal pagato, nel 1960, all’età di sedici anni, emigrò a Prato, dove apprese l’arte del filatore tessile.
Dopo circa quattro anni tornò a Sambuca, per di lì partire per il servizio militare di 15 mesi, prima al CAR di Miano e poi nel corpo dei Dragoni, nella cittadina di Palmanova. In questo periodo la tragedia della morte del fratello Enzo colpì la famiglia: anch'egli muratore perse la vita cascando da un'impalcatura all’età di sedici anni.
Ciò indusse Sparacino, dopo il congedo militare, a soffermarsi per due anni a Sambuca di Sicilia per aiutare la famiglia.

### Politico a Sambuca di Sicilia
Visse quel biennio come protagonista sindacale e politico, assumendo il ruolo di Segretario del P.C.I. di Sambuca, detta allora “la piccola Mosca”, perché il P.C.I. prendeva circa l'80% dei voti.
In quel contesto ebbe contatti con l’allora segretario regionale Pio La Torre e diede vita ad un periodo di rivendicazioni per l’assistenza sanitaria, le otto ore per gli edili, l’occupazione delle terre incolte e i diritti fondamentali dei braccianti agricoli.

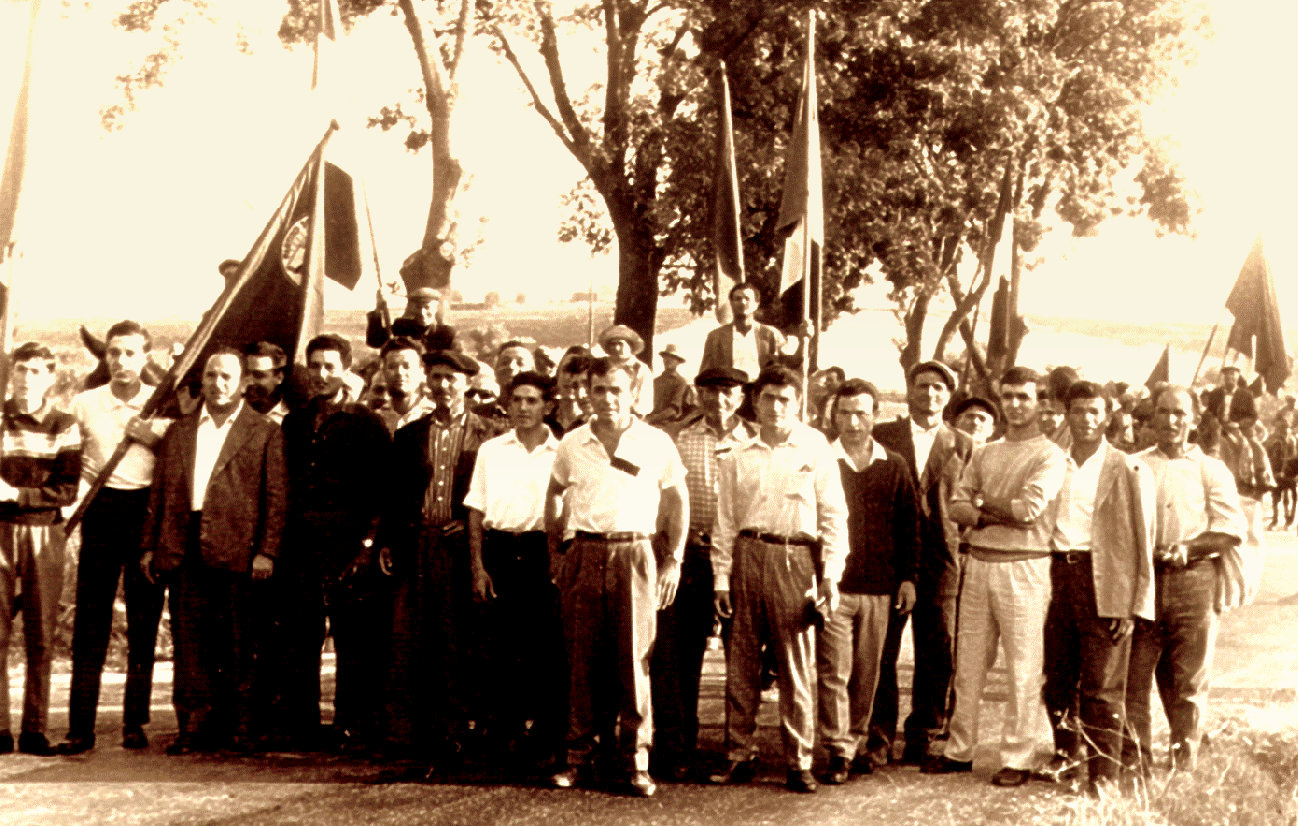
Giuseppe Sparacino alla testa di un gruppo di manifestanti per le lotte contadine di Sambuca di Sicilia (1965-1966)

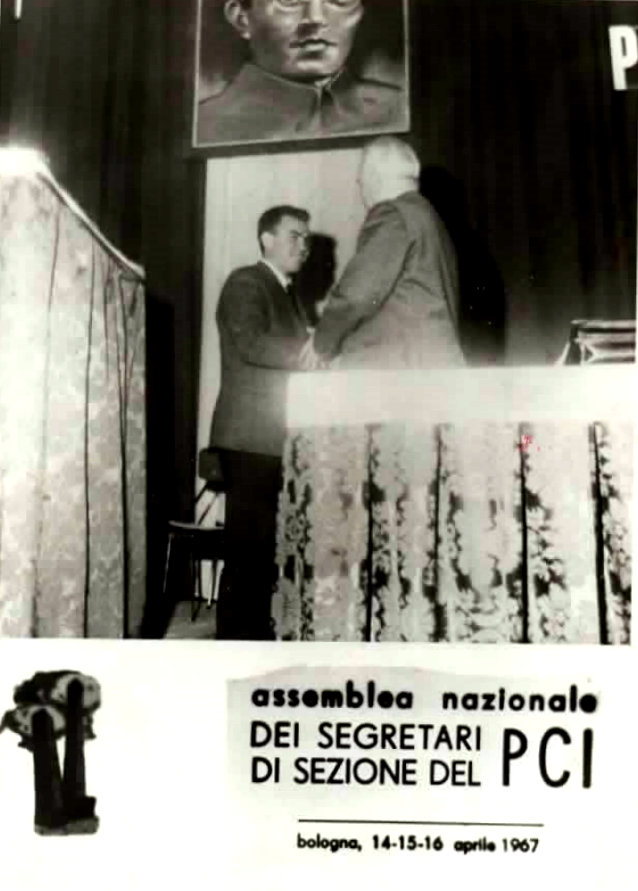
Luigi Longo premia Sparacino per il lavoro svolto, durante l'Assemblea Nazionale dei Segretari di Sezione del P.C.I. (Bologna, aprile 1967)

### Operaio a Prato
Nel 1967 ripartì definitivamente per Prato, dove intraprese l’attività di operaio tessile.
Tuttavia, l’esperienza politica maturata in Sicilia fu lievito in quel Sessantotto pratese, periodo di aspre lotte e di impegno nel sindacato e nel partito, che lo Sparacino visse da protagonista.

### Assessore a Prato
Nel giugno del 1970, all’età di 27 anni, fu eletto consigliere al Comune di Prato nelle liste del P.C.I.. In tutti e 5 gli anni della legislatura (1970-1975) ricoprì il ruolo di assessore nella giunta del sindaco Giorgio Vestri.
Nel 1975 venne ricandidato e rieletto: gli venne affidata dal sindaco Lohengrin Landini la delega di assessore per la legislatura 1975-1980.

### Sindaco a Cantagallo
Nel 1980, dopo l’esperienza pratese, venne eletto vicesindaco nel comune di Cantagallo (dove l'allora sindaco era Giuseppe Governali) e, contemporaneamente, vicepresidente della Comunità Montana Val di Bisenzio e amministratore dell’Unità Sanitaria Locale pratese.
Nel 1985 venne candidato a sindaco di Cantagallo ed eletto con un notevole suffragio di voti. Svolse tale ruolo con particolare impegno e dedizione. Nel 1990 venne ricandidato per la successiva legislatura e continuò a svolgere il ruolo di sindaco fino al giugno del 1995.

### Presidente della Comunità Montana
In contemporanea alla carica di sindaco, dal 1991 al 1995, Sparacino ricoprì il mandato di Presidente della Comunità Montana Val di Bisenzio che comprendeva i comuni di Cantagallo, Vernio, Vaiano e Montemurlo, oggi denominata Unione dei comuni della Val di Bisenzio. 

### Assicuratore
Dopo l’impegno politico consegue l’iscrizione all’Albo Nazionale degli Agenti di Assicurazione e intraprende l’attività di assicuratore come titolare dell’Agenzia Generale di Assicurazioni della Unipol a Vaiano, che gestirà con la figlia Maruska fino all'età pensionabile.

## Pubblicazioni
Sparacino esordisce come letterato nel 1986  e pubblica la sua prima raccolta di poesie, “Emozioni”, con la casa editrice di Palermo “Lo Studente”. Le sue poesie sono state poi pubblicate in varie riviste.
Nel 2001 si iscrive ad un corso di “Nonno On Line” per gli over 50, e successivamente svolge il ruolo di tutor per insegnare ad altri over 50 l’uso del computer.
Nel 2002 si iscrive all’Associazione Culturale “Il Castello” e ne diventa un assiduo frequentatore. Stimolato dall’attività dell’associazione, lo stesso anno scrive un libro di narrativa: un romanzo autobiografico intitolato Tutto Per Una S.
Con detto libro, nel 2003, partecipa al concorso per il Premio Letterario Nazionale di LiberEtà, che si svolge in collaborazione con la Fondazione Archivio Diaristico Nazionale di Pieve Santo Stefano, e su 92 concorrenti arriva tra i primi 5 finalisti. L’opera è stata pubblicata e diffusa dalla casa editrice della rivista a diffusione nazionale “LiberEtà”.
Nell’ottobre del 2005 pubblica un’altra silloge, Il Colore dei Papaveri... Tace, con la Casa Editrice “Signa, Masso delle Fate Edizione 2005”. Il libro è il primo inserito nella collana Crisalide diretta dalla Dott.ssa Nicoletta Corsalini, autrice della prefazione.